# Tesla-Fremont-Werk
Das Tesla-Fremont-Werk ist eine Produktionsstätte für Automobile des Unternehmens Tesla Inc. in Fremont, Kalifornien, Vereinigte Staaten.

## Vorgeschichte
Die Fabrik ist über 60 Jahre alt. Von 1962 bis 1982 wurden hier diverse Modelle von General Motors für den Westen der Vereinigten Staaten produziert. Von 1984 bis 2010 war sie dann der Standort der New United Motor Manufacturing Inc. (NUMMI), eines Gemeinschaftsunternehmens von General Motors und Toyota. Hier wurden einige Toyota-Modelle für den amerikanischen Markt hergestellt sowie einige Modelle der Marken Chevrolet, Pontiac und Geo, die allerdings auf Toyota-Konstruktionen basierten. Nach der Insolvenz im Jahr 2009 zog sich General Motors zurück. Kurz darauf gab auch Toyota diesen Standort auf. Zur gleichen Zeit war Tesla auf der Suche nach einem Standort für die Produktion seiner Elektroautos. Eigentlich war ein Neubau geplant, doch stieß man bei der Überprüfung möglicher Standorte auf die Möglichkeit, die bisherige NUMMI-Fabrik preisgünstig zu erwerben. Im Mai 2010 wurde das Werk für 42 Millionen US-Dollar von Tesla gekauft.

## Nutzung durch Tesla

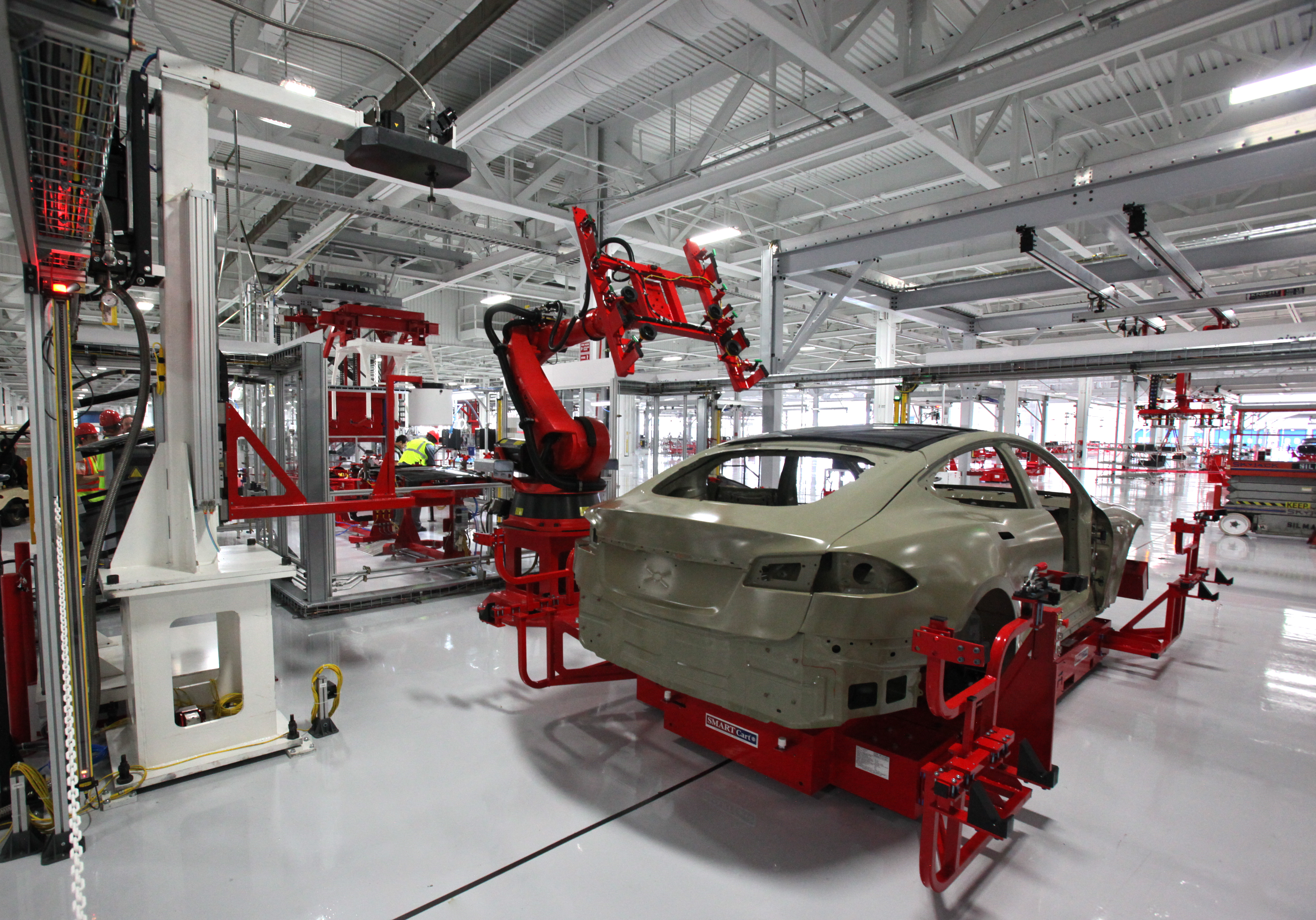
Produktion des Tesla Model S

Seit 2012 produziert Tesla dort die Elektrolimousine Model S, welche von allen erhältlichen Elektroautos den größten Akku und damit die größte Reichweite hat, sowie seit 2015 das SUV Model X. Seit 2017 rollt die Mittelklasselimousine Model 3 vom Band. Für dieses Fahrzeug lagen vor Produktionsstart weltweit bereits über 400.000 Reservierungen vor. Seit 2020 wird das Model Y hier produziert. Noch später soll hier die Produktion des neuen Tesla Roadster stattfinden.
Seit der Übernahme durch Tesla Motors wurde und wird die Fabrik stark verändert, um eine freundlichere Arbeitsumgebung zu schaffen. So wurde der Fußboden weiß versiegelt und es wurden Oberlichter eingebaut, damit Tageslicht ins Innere gelangt. Im Januar 2023 lag die Produktionskapazität bei 650.000 Fahrzeugen pro Jahr. Die Fahrzeuge der Typen Model S und X für den europäischen Markt werden hier lediglich vorgefertigt und dann in das europäische Tesla-Werk in Tilburg/Niederlande zur Endmontage transportiert.
In diesem Autowerk befindet sich eine der größten Aluminiumdruckgussmaschinen für Karosserieteile der Vereinigten Staaten, hergestellt von der italienischen Idra Group. Die an den Produktionsbändern installierten Fertigungsroboter sowie die Lackierroboter stammen von den deutschen Maschinenbauern Kuka und Dürr. Im Werk befand sich das Büro von CEO Elon Musk, ebenso die Designabteilung, die durch Franz von Holzhausen geleitet wird, der zuvor jahrelang für Volkswagen und Mazda arbeitete.
Chief Technical Officer JB Straubel arbeitete hier an der Optimierung der Antriebsbatterien für die Fahrzeuge. Deren Basis waren zunächst Lithium-Ionen-Zellen des Formates 18650, die von Panasonic zugeliefert werden. Panasonic beteiligte sich auch beim Aufbau der Tesla Gigafactory in Reno, Nevada. Seit Anfang 2017 werden dort Zellen vom Typ 21700 hergestellt und zu Antriebsakkus verbaut, die in Fremont für die Produktion des Model 3 verwendet werden.